# Лопянка
Ло́пянка (укр. Лоп'янка) — село в Долинской городской общине Калушского района Ивано-Франковской области Украины.
Население по переписи 2001 года составляло 1828 человек. Занимает площадь 16,528 км². Почтовый индекс — 77622. Телефонный код — 03474.